# 全芳备祖
《全芳備祖》，凡58卷，南宋陳景沂著。
陳景沂早年即開始編纂《全芳备祖》，二十岁出游，先在杭州、苏州、镇江、南京等地教書。晚年返鄉，開始整理草稿。此書分前後兩集，前集27卷，为花部，著录花卉植物128种；後集31卷，分果部、卉部、草部、木部、农桑部、蔬部、药部共7部分，著录植物183种。本書收录大量文人之赋咏，是宋代花谱类著作集大成的著作，也是世界上第一部植物辭典。
《全芳备祖》刊刻于宝祐年间，每卷首皆题“江淮肥遁愚一子陈景沂编辑，建安祝穆订正”，自序稱：“独于花、果、草、木，尤全且备”，“所辑凡四百余门”。《四库全书总目提要》评价：“虽唐以前事实赋咏纪录寥寥，北宋以后则特为赅备，而南宋尤详，多有他书不载及其本集已佚者，皆可以资考证焉。”明代王象晋撰《群芳谱》, 即以本书为蓝本。《全芳备祖》宋刻本在中國已失传，日本宫内厅书陵部藏有宋刻残本一部。